# Adolf Eduard Storck
Adolf Eduard Storck (* 13. Juli 1854 in Bremen; † 17. Juni 1913 in Berlin) war ein deutscher Landschafts- und Marinemaler der Düsseldorfer Schule.

## Leben
Storck, Sohn des Bremer Kaufmanns Heinrich Ludwig Storck (1819–1872) und dessen Ehefrau Henriette Maria, geborene Spitta (1826–1891), war Privatschüler der Landschaftsmaler Fritz Ebel und Alfred Metzener in Düsseldorf. Als Kunstmaler war Storck in Düsseldorf und in München tätig.
Er heiratete am 22. April 1908 in Berlin Recha Liebreich (* 17. Oktober 1872 in Wien).
Seine Witwe wurde am 10. September 1943 von der Sammelstelle Große Hamburger Straße nach Theresienstadt deportiert. Von dort ging ihre letzte Reise am 15. Mai 1944 ins Konzentrations- und Vernichtungslager Auschwitz.